# Рябинин, Николай Павлович
Николай Павлович Рябинин (16 мая 1928 года — 11 января 2005 года, Домодедово, Московская область) — командир корабля Домодедовского производственного объединения Московского транспортного управления гражданской авиации Министерства гражданской авиации СССР. Герой Социалистического Труда (1983).

## Биография
Родился в 1928 году в крестьянской семье в одном из сельских населённых пунктов современного Красноярского края. Окончил Бугурусланское лётное училище гражданской авиации. Долгие годы трудился в аэропорту «Домодедово». За время своей работы освоил несколько типов пассажирских судов. За выдающиеся трудовые достижения в годы Семилетки (1959—1965) награждён Орденом Ленина.
Участвовал в испытании пассажирского самолёта «Ту-114».Экипаж самолёта под руководством Указом Президиума Верховного Совета СССР от 4 февраля 1983 года «за выдающиеся производственные достижения, досрочное выполнение пятилетнего плана, освоение и внедрение новой авиационной техники и проявленную при этом трудовую доблесть» удостоен звания Героя Социалистического Труда с вручением Ордена Ленина и золотой медали Серп и Молот.
В последующие годы был командиром пассажирского самолёта Ил-62.
После выхода на пенсию проживал в микрорайоне Авиационный в Домодедове. Скончался в 2005 году. Похоронен на кладбище микрорайона Вострякова города Домодедово.

## Награды
- Герой Социалистического Труда
- Орден Ленина — дважды (15.08.1966; 1983)